# Doubravička
Doubravička település Csehországban, a Mladá Boleslav-i járásban. Doubravička Boreč, Skalsko, Velké Všelisy, Sovínky, Niměřice és Kovanec településekkel határos. Lakosainak száma 158 fő (2024. január 1.).

## Népesség
A település lakosságának változását az alábbi diagram mutatja:
| Lakosok száma | 209  | 214  | 259  | 134  | 78   | 84   | 140  | 151  | 151  | 158  |
|               | 1869 | 1890 | 1921 | 1950 | 1980 | 2001 | 2017 | 2019 | 2022 | 2024 |